# Laguna Nisguaya
Laguna Nisguaya är en sjö i Guatemala.   Den ligger i departementet Departamento de Jutiapa, i den södra delen av landet, 90 km söder om huvudstaden Guatemala City. Laguna Nisguaya ligger 9 meter över havet. Arean är 0,18 kvadratkilometer. Trakten runt Laguna Nisguaya består till största delen av jordbruksmark. Den sträcker sig 0,7 kilometer i nord-sydlig riktning, och 0,5 kilometer i öst-västlig riktning.